# Jewgienij Sołncew
Jewgienij Aleksandrowicz Sołncew (ros. Евгений Александрович Солнцев; ur. 28 września 1980 w Woroneżu) – rosyjski polityk i inżynier budownictwa, premier Donieckiej Republiki Ludowej (2023-2025).

## Życiorys
W 2002 ukończył studia z inżynierii lądowej i przemysłowej w Państwowym Instytucie Architektury i Inżynierii Lądowej w Woroneżu, odbył także kursy zawodowe. W 2010 uzyskał stopień kandydata nauk w Moskiewskim Państwowym Instytucie Inżynierii Lądowej na podstawie pracy dotyczącej planowania przestrzennego. Początkowo pracował jako brygadzista, następnie w przedsiębiorstwach budowlanych związanych z Kolejami Rosyjskimi. Doszedł w tym koncernie do stanowisk dyrektorskich, zajmując się m.in. budową linii kolejowych nad Morzem Czarnym i w okolicy Irkucka oraz Kolei Bajkalsko-Amurskiej. W 2016 został szefem dyrekcji ds. rekonstrukcji i budowy obiektów. Później objął stanowisko doradcy ministra mieszkalnictwa, budownictwa i usług komunalnych.
8 czerwca 2022 został wicepremierem Donieckiej Republiki Ludowej, od 11 listopada 2022 w randze pierwszego wicepremiera. 30 marca 2023 prezydent Donieckiej Republiki Ludowej Dienis Puszylin powołał go na stanowisko premiera DRL po powołaniu poprzednika Witalija Chocenki na gubernatora obwodu omskiego. 26 marca 2025 roku Sołncew został mianowany pełniącym obowiązki gubernatora obwodu orenburskiego.

## Odznaczenia
Odznaczony m.in. Orderem Honoru (2014) i Certyfikatem Honoru Prezydenta Republiki Rosji, a także licznymi odznaczeniami.